# Mistrovství Asie v rychlobruslení 2012
Mistrovství Asie v rychlobruslení 2012 se konalo ve dnech 7. a 8. ledna 2012 v rychlobruslařské hale Sportpaleis Alau v kazašské Astaně. Jednalo se o 13. mistrovství Asie. Z předchozího šampionátu obhajovali titul Jihokorejec I Sung-hun a Japonka Eriko Išinová.
V Astaně se poprvé stala mistryní Asie Japonka Miho Takagiová. Mezi muži potřetí zvítězil Jihokorejec I Sung-hun.

## Muži
| Pořadí           | Jméno           | Země        | 500 m      | 5 000 m      | 1 500 m      | 10 000 m      | Počet bodů |
| ---------------- | --------------- | ----------- | ---------- | ------------ | ------------ | ------------- | ---------- |
| Zlatá medaile    | I Sung-hun      | Jižní Korea | 37,84 (2.) | 6:27,12 (1.) | 1:49,78 (1.) | 13:32,01 (1.) | 153,746    |
| Stříbrná medaile | Hiroki Hirako   | Japonsko    | 37,57 (1.) | 6:36,02 (3.) | 1:51,78 (3.) | 13:37,39 (2.) | 155,302    |
| Bronzová medaile | Ču Hjong-čun    | Jižní Korea | 38,16 (5.) | 6:35,22 (2.) | 1:50,99 (2.) | 13:59,67 (3.) | 156,662    |
| 4.               | Teppei Mori     | Japonsko    | 38,11 (4.) | 6:46,33 (4.) | 1:53,81 (5.) | 14:21,99 (4.) | 159,779    |
| 5.               | Maxim Baklaškin | Kazachstán  | 38,58 (6.) | 6:55,23 (6.) | 1:52,84 (4.) | —             | 117,716    |
| 6.               | Nikita Stavcev  | Kazachstán  | 39,42 (7.) | 7:01,93 (7.) | 1:56,93 (6.) | —             | 120,590    |
| 7.               | Dmitrij Babenko | Kazachstán  | 38,01 (3.) | 6:46,41 (5.) | —            | —             | 78,651     |

## Ženy
| Pořadí           | Jméno              | Země        | 500 m      | 3 000 m      | 1 500 m      | 5 000 m      | Počet bodů |
| ---------------- | ------------------ | ----------- | ---------- | ------------ | ------------ | ------------ | ---------- |
| Zlatá medaile    | Miho Takagiová     | Japonsko    | 39,38 (1.) | 4:11,29 (2.) | 1:58,49 (1.) | 7:17,63 (5.) | 164,521    |
| Stříbrná medaile | Ajaka Kikučiová    | Japonsko    | 39,80 (2.) | 4:13,28 (4.) | 1:58,81 (2.) | 7:16,13 (4.) | 165,230    |
| Bronzová medaile | Pak To-jong        | Jižní Korea | 41,78 (6.) | 4:09,52 (1.) | 2:01,41 (4.) | 7:08,92 (1.) | 166,729    |
| 4.               | Eriko Išinová      | Japonsko    | 41,20 (4.) | 4:13,13 (3.) | 2:00,83 (3.) | 7:11,85 (3.) | 166,850    |
| 5.               | Šiho Išizawaová    | Japonsko    | 40,96 (3.) | 4:13,43 (5.) | 2:02,18 (5.) | 7:11,75 (2.) | 167,100    |
| 6.               | Jelena Urvancevová | Kazachstán  | 42,35 (7.) | 4:26,35 (6.) | 2:05,25 (7.) | 7:39,78 (6.) | 174,470    |
| 7.               | Kim Po-rum         | Jižní Korea | 41,74 (6.) | —            | 2:04,49 (6.) | —            | 83,237     |